# 常磐緩行線
常磐緩行線（日语：／ Jōban kankō sen */?）是東日本旅客鐵道（JR東日本）連接東京都足立區綾瀨站和茨城縣取手市取手站的各站停車运行系统的名称，连接东京都心和千叶县北部的松户、柏、我孙子地区和茨城县南部的取手，其车次在常磐線四线区段的緩行線运行。車站編號使用的路線記號為JL，資訊上的稱呼一般使用「常磐線各站停車」、「常磐線（各站停車）」。
常磐缓行线位于东京地区电车特定区间内，与东京地下铁千代田线直通运行，部分列车经千代田线直通运行至小田急电铁小田原线伊势原站。處理車費的場合時，JR會將東京地下鐵管轄的北千住站－綾瀨站段包括在北千住站－取手站的常磐緩行線路段內。

## 簡介
日本國有鐵道时代，為加強來往東京近郊及東京都中心地區各主要路線的輸送容量，缓解上野站、日暮里站的客运压力，進行通勤五方面作戰，常磐线北千住站－我孙子站区间在1971年4月20日完成四线化改造，上野站至取手站之间的各站停车与快速列车分离，自此各站停车行经的轨道称为“常磐缓行线”，原先在常磐线运行的中距离列车、特急、急行等优等列车、货物列车以及新增上野来往取手的快速列车，行经的轨道则称为“常磐快速线”。实行缓急分离后，各站停车地下铁千代田线直通运行。此后在1982年，常磐线四线区段延长至取手站，常磐缓行线延长至取手站。
缓行线在松户站、我孙子站附近设有渡线连接快速线，但由于列车信号系统不同，没有常规运营的列车在两线之间运行。由于四线区段内没有铁路道口，也没有除了直通运营线路以外的列车进入，常磐缓行线常成为引进新技术的试验线。
常磐缓行线是JR在东京唯一不直接连接山手线的放射线路，故在经千代田线北千住站－西日暮里站换乘其他JR线时，有特别的车费计算方式。
2004年以前，小田急电铁的时刻表调整日期通常与JR不同，因此曾出现实际运营时刻与JR东日本时刻表不同的情况，不过常磐线内的时刻一般没有受到影响，变化的主要是车辆运用和行驶方向。2006年开始，两家公司的时刻表调整日期统一。
全線由東京支社管轄，但綾瀨站構內由東京地下鐵管理。運轉指令所为東京綜合指令室（ATOS），擔當乘務區为綾瀨運輸區。

## 历史

### 四线化以前
常磐线原先有来往上野和取手的“国电”（近距离列车，停靠沿途各站）和只停主要站点的急行和特急列车，曾有部分列车经由上野站、东京站到有乐町站（山手线和京滨东北线分离工程期间的临时措施），列车不停靠未设常磐线站台的鶯谷站。
在日本的经济高速增长期，常磐线沿线的卫星城逐渐发展起来，当时常磐线拥挤程度十分高，又因为各速度等级列车在上面运行而无法增加班次，日本國有鐵道将常磐线四线化工程纳入通勤五方面作戰。
1962年发布的都市交通审议会答申第6号提出建设“东京8号线”（后改为9号线，现千代田线）途经北千住－松户，国铁遂决定将常磐线四线区段的缓行线在绫濑站与地铁千代田线直通运行，这也是为了降低四线化工程的建设费用，且与营团地下铁（现东京地下铁）在足立区内设置停车库（现绫濑车辆基地）的计划相符。
考虑到工程费用、千代田线乘客换乘需求、货物列车运行以及与在建国铁武藏野线的接续问题，常磐线四线化区段没有采用方便缓急接续换乘的“方向别复复线”设计（同向轨道设在一起），而是采用了“线路别复复线”设计（同一速度等级的轨道设在一起），乘客在快速列车和各站停车之间换乘需要通过楼梯前往另一站台换乘。
四线化后的北千住站－绫濑站区段由营团地下铁管辖，不过国铁仍将该区段视作普通国铁管内线路计算车费。由于在四线化后，前往上野站和日暮里站需要乘坐常磐快速线，而乘客在快速列车不停靠的车站，前往上野站和日暮里站需要换乘，故营团和国铁在西日暮里站设置了特别的换乘计算方式。
四线化前后，各种别列车的停车站变化如下：
| 第一期四线化完成（1971年4月20日）前后 停车站变化 |                  |                  |      |        |        |        |        |      |      |      |      |        |      |        |        |      |    |      |        |        |      |
| \| 四线化前 \| 各站停车（国电） \| 各站停车（国电） \| ● \| ● \| ● \| ● \| ● \| ● \| ● \| ● \| ● \| ● \| ● \| × \| ● \| ● \| ● \| × \| ● \| × \| ● \| \| 四线化前 \| 普通列车 \| 普通列车 \| ● \| ● \| － \| － \| ▲ \| － \| － \| － \| ● \| － \| － \| × \| － \| － \| ▲ \| × \| ● \| × \| ● \| \| 站名 \| 站名 \| 站名 \| 上野 \| 日暮里 \| 三河岛 \| 南千住 \| 北千住 \| 绫濑 \| 龟有 \| 金町 \| 松户 \| 北松户 \| 马桥 \| 新松户 \| 北小金 \| 南柏 \| 柏 \| 北柏 \| 我孙子 \| 天王台 \| 取手 \| \| 第一期四线化后 \| 普通列车 \| 普通列车 \| ● \| ● \| － \| － \| ▲ \| － \| － \| － \| ● \| － \| － \| － \| － \| － \| ※ \| － \| ● \| － \| ● \| \| 第一期四线化后 \| 国电 \| 快速列车 \| ● \| ● \| ● \| ● \| ● \| － \| － \| － \| ● \| － \| － \| － \| － \| － \| ※ \| － \| ● \| ● \| ● \| \| 第一期四线化后 \| 国电 \| 各站停车 \| ＝ \| ＝ \| ＝ \| ＝ \| ○ \| ● \| ● \| ● \| ● \| ● \| ● \| ＊ \| ● \| ● \| ● \| ● \| ● \| ＝ \| ＝ \| |                  |                  |      |        |        |        |        |      |      |      |      |        |      |        |        |      |    |      |        |        |      |
| ●○：停靠（○表示属于千代田线） ▲：部分停车 －：通过 ×：车站未开 ＝：不经过 ※：1972年10月开始，快速列车停靠柏站。当时所有快速列车停靠，部分普通列车停靠。 ＊：新松户站在1973年开通。 |                  |                  |      |        |        |        |        |      |      |      |      |        |      |        |        |      |    |      |        |        |      |
| 四线化前 | 各站停车（国电） | 各站停车（国电） | ●    | ●      | ●      | ●      | ●      | ●    | ●    | ●    | ●    | ●      | ●    | ×      | ●      | ●    | ●  | ×    | ●      | ×      | ●    |
| 四线化前 | 普通列车         | 普通列车         | ●    | ●      | －     | －     | ▲      | －   | －   | －   | ●    | －     | －   | ×      | －     | －   | ▲  | ×    | ●      | ×      | ●    |
| 站名 | 站名             | 站名             | 上野 | 日暮里 | 三河岛 | 南千住 | 北千住 | 绫濑 | 龟有 | 金町 | 松户 | 北松户 | 马桥 | 新松户 | 北小金 | 南柏 | 柏 | 北柏 | 我孙子 | 天王台 | 取手 |
| 第一期四线化后 | 普通列车         | 普通列车         | ●    | ●      | －     | －     | ▲      | －   | －   | －   | ●    | －     | －   | －     | －     | －   | ※  | －   | ●      | －     | ●    |
| 第一期四线化后 | 国电             | 快速列车         | ●    | ●      | ●      | ●      | ●      | －   | －   | －   | ●    | －     | －   | －     | －     | －   | ※  | －   | ●      | ●      | ●    |
| 第一期四线化后 | 国电             | 各站停车         | ＝   | ＝     | ＝     | ＝     | ○      | ●    | ●    | ●    | ●    | ●      | ●    | ＊     | ●      | ●    | ●  | ●    | ●      | ＝     | ＝   |

### 四线化工程期间

四线化工程前后，绫濑站附近拨线过程示意

1965年2月，四线化工程第一期（绫濑－我孙子区间23.6公里）开工，而营团在北千住－绫濑区间的线路工程则稍微提前。1968年2月1日营团的工程完成后，由于难以取得常磐线高架化工程的建设用地，常磐线曾借用东武线立交和绫濑站之间的营团地下铁轨道开行列车。
工程主要从东京侧开始推进，1971年3月1日绫濑－金町区间的四线区段临时开通，国电和其他类型的列车改在不同轨道行驶，此后金町－北柏区间四线区段在3月10日临时开通，4月1日北柏－我孙子区间四线化完工。4月19日，我孙子站举行常磐线四线化完工庆典仪式，我孙子－绫濑间开行“四线化完成祝贺列车”。

### 四线化后

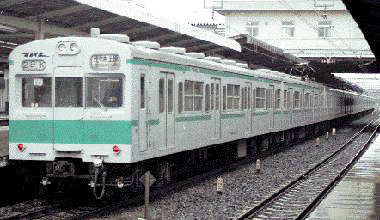
常磐线四线化初期，各站停车运用的103系1000番台

1971年4月20日四线化完成后，常磐缓行线开始与地铁千代田线跨线运营。当时国铁考虑优先将较新的103系列车投放在旧列车较多的京滨东北线，常磐线列车有限，部分缓行线的青绿1号涂装103系列车车厢调至快速线行驶，缓行线的列车从10节编组减为8节，这是考虑到四线化后运力上升，以及快速列车通过站的乘客更愿意选择在松户站和北千住站换乘快速列车进入都心，因为当时国铁票价较低，而选择常磐缓行线经千代田线进入都心，票价较高，以及东京地铁网络尚未完善。
然而快速列车依然严重拥挤，当时的报章媒体曾称常磐线直通运行和四线化工程为“令人困擾的直通運行”，于是国铁将原定在四线化后退出运营的72系列车运用于临时加开的快速列车以提高运力，直至约1年后被新加入的103系列车替换。1972年10月，快速列车的103系调回缓行线，缓行线恢复10节编组，而针对松户站拥挤严重的问题，部分快速列车自10月2日起加停柏站。
四线化完工前，一些快速列车通过站的乘客因票价原因对四线化不满，四线化完工后，有绫濑站的乘客集会抗议，要求千代田线和常磐线的票价标准一致，并要求快速列车恢复停靠绫濑站。票价问题在将近半个世纪后仍未解决，然而现今即便是快速列车通过站龟有站和金町站周边的居民都不甚了解。
1982年，我孙子站－取手站间四线化完成，当时原定快速列车取消停靠天王台站，但周边居民同样因票价问题而强烈反对，国铁最终决定快速列车继续停靠天王台站。常磐线相关的运输改善计划经常难以推行，因此也被媒体讽刺为“鬼门”。
此外，在四线化和实行跨线运营后，若营团地铁工会发动罢工，常磐缓行线运营会受到显著影响，罢工期间营团管内的绫濑站至北千住站区间无法开行列车，绫濑站至松户站之间使用定期券的乘客可返回松户站，换乘快速列车前往上野站，但这也会导致原本就拥挤的松户站不堪重荷，站外出现大排长龙的现象。
常磐线也在近年完成一系列改善工作，例如龟有站和金町站所在的葛饰区议会曾要求增加列车班次，JR在2014年3月调整时刻表时增加了日间发车频次。此外在金町－松户间的江户川铁路桥，每逢台风和强烈低气压都会临时封闭，直至2015年3月完成防风栅安装后，封闭的情况大幅减少。
2018年8月1日，龟有站－取手站区间试验取消发车音乐，引入乘车促进音，检验其对减少冲门现象的效果。经检验，具有一定的效果，2019年3月16日开始全面实施。
2021年3月13日，常磐缓行线成为JR东日本第一条引入ATC-10型列车自动运行系统的线路，与千代田线相同（地铁方面称为“新CS-ATC”），替换了2000年8月16日开始使用的ATC-4（地铁方面称为“CS-ATC”），并采用快速线ATS-P车内信号。

## 运行形态
除清晨及深夜部分进出库列车外，几乎所有列车与东京地铁千代田线跨线运行，与千代田线实质上成为一体化的运行系统。部分列车跨线运行至小田急小田原线伊势原站，不过大部分小田原线跨线列车只到成城学园前站、向丘游园站，少数到相模大野站、本厚木站和伊势原站。此外有少量海老名站、町田站、新百合丘站发出的列车终到常磐线内（下行）。过去曾有直通多摩线的列车，一天一班，2022年3月12日时刻表调整后取消。
除早晚时段有部分列车在松户站、柏站始发或终到外，常磐缓行线大部分列车在我孙子站和绫濑站（并直通至千代田线）之间运行，我孙子站－取手站间只在工作日早晚时段开行列车。2013年12月7日和8日，以及2014年11月8日和9日，由于常磐快速线的利根川桥梁改造，缓行线增发开行至我孙子站－取手站间的列车。
直通小田急线内的列车，包括小田急线内的各站停车、准急、通勤准急（仅工作日早间小田急线发出）、急行四类，这些列车从绫濑站开始，在千代田线A线内，会显示小田急线内的种别，而在常磐线内则显示“各站停车”（E233系2000番台、小田急4000型为翠绿色背景，东京地下铁16000系为白色背景）。小田急线内始发的直通列车在千代田线和常磐线内停靠各站，列车离开东北泽站后，显示屏改为显示“各站停车”。在千代田线A线内终到的列车也会显示“各站停车”。
2002年3月23日时刻表调整前，直通小田急线内的列车只有小田原线内到发的准急列车，调整后直至2016年3月26日，从多摩线到发的多摩急行成为直通列车的主要部分。2016年3月26日调整后，多摩急行取消，日间的车次被小田原线的急行替代，早晚时段则被准急替代。

### 开行数量
工作日早晚高峰发车间隔为2至4分钟，周末及节假日早晚时段5至10分钟一班，每天中午时段为每小时6班（代代木上原站发车和小田急直通列车各3班）。由于区间列车的存在，区间列车未覆盖的区段班距有所不同，例如我孙子站－北柏站－柏站在日间时段甚至早晚高峰的班距会偏大。
工作日早间的列车班次从9时开始减少，而周末及节假日早间则持续至10时。工作日的傍晚高峰时段为18时至19时，周末及节假日则为16时至17时。周末及节假日深夜时段的列车数约为工作日的一半。在上行的千代田线直通列车发出末班后，我孙子至松户的列车只有2班，2021年3月13日时刻表调整后，此两班列车的间隔达到40分钟以上。在我孙子至松户的列车发出前，还有另一班我孙子至北千住的末班列车，但严格上进入了千代田线内，仍属直通列车，该列车原先与常磐快速线上野方向的末班车接续，但2021年3月13日时刻表调整后不再接续。
中午时段最长发车间隔原先为12分钟，2014年3月15日时刻表调整后增加列车，压缩至10分钟。
| 种别＼站名          | 我孙子 | 我孙子 | … | 绫濑 | 绫濑 | … | 代代木上原 | 代代木上原 | … | 向丘游园 | 向丘游园 | 工作日 |
| ------------------- | ------ | ------ | - | ---- | ---- | - | ---------- | ---------- | - | -------- | -------- | ------ |
| 急行 （小田急线内） |        |        |   |      |      |   |            |            |   |          |          | 3班    |
| 各站停车            |        |        |   |      |      |   |            |            |   |          |          | 3班    |

行车时间方面，取手站－柏站间约12分钟，柏站－松户站间约14分钟，松户站－北千住站间约12分钟（松户站－绫濑站间约8分钟）。

## 车费计算特例

### 北千住－绫濑间的特例
北千住站－绫濑站区间属东京地下铁管辖，但若乘坐JR直通列车经过该区间，则会视作普通JR线路计算票价。

### 途经千代田线北千住－西日暮里的特例
在龟有站－取手站区间各站、山手线各站和部分周边车站进站，乘车经过千代田线北千住－西日暮里区段时，适用特别车费计算方法（日语：通過連絡運輸）。
购买联络车票和IC乘车卡的票价计算方法不同，且何种方法票价更低，随车站不同而不同。2007年启用联络车票后，在联络车票适用的站点会张贴票价线路图，标注出使用IC卡车票价格更便宜的站点。2013年4月，众议院消费者问题特别委员会指出这一服务“少为人知”，要求国土交通省改善。2014年4月开始，相关车站的售票机处会同时张贴两种车票的车费。

#### 联络车票
使用IC乘车卡在售票机购买联络车票，也适用特别车费计算方法。
例：南柏至池袋（经由：北千住、东京地铁千代田线、西日暮里、巢鸭）
- JR线车费按照南柏－北千住运价里程19.3公里、西日暮里－池袋运价里程6.0公里计算。
→合计里程25.3公里，按照运价表计算为480日元。
- 东京地下铁车费按照北千住－西日暮里运价里程4.3 km170日元。
两者合计，车费为650日元。

联络车票发售范围
- 北千住口
常磐线（龟有－取手）、武藏野线（吉川－新八柱）
- 西日暮里口
东北本线（東京－大宮、日暮里－尾久－赤羽、埼京線赤羽－武藏浦和－大宮）、東海道本線（不适用于東京－横滨/横須賀線西大井、武藏小杉、新川崎）、山手線（品川－田端/全線全站）、赤羽線（埼京線・池袋－十条－赤羽/赤羽線全站）、中央本線（神田－代代木、新宿－三鷹）、总武本线（中央・总武缓行线・御茶之水－秋葉原）、根岸線（横滨－关内）

#### IC乘车卡
2007年3月18日，随着首都圈IC卡相互利用服务开始，使用PASMO、Suica乘车卡，乘车经过北千住－西日暮里区段时，前后两段JR线的车费，会在总车费的基础上减免100日元。在西日暮里站闸机出站时，先扣除第一段JR线车费，60分钟内换乘并进入JR线内指定范围，出站扣除第二段JR线车费时，会减免100日元。当这一特例适用时，金町站、龟有站－西日暮里站区间内进出站的换乘优惠将不适用。
例举前述相同区间
- 南柏－北千住（19.3公里，308日元）
- 北千住－西日暮里（4.3公里，168日元）
- 西日暮里－池袋（6.0公里，157日元）

车费合计633日元，减去100日元，得出使用IC卡乘车时，票价为533日元。
特例适用范围
- 北千住口 常磐线（龟有－取手）
- 西日暮里口 東北本線（東京－蕨、日暮里－尾久－赤羽）、東海道本線（東京－品川）、山手線（品川－田端間/全線全站）、赤羽線（池袋－赤羽/全線全站）、中央本線（神田－代代木）、总武本线（御茶之水－秋葉原）

### 其他
使用IC乘车卡可前往南千住以远（三河島方向）、龟有以遠（金町方向）或東中野以遠（大久保方向）、高圆寺以遠（阿佐谷方向）或船橋以遠（東船橋方向）、下总中山以遠（本八幡方向）、船橋法典以遠（市川大野方向）、南船橋以遠（二俣新町方向、新習志野方向）、市川盐滨以遠（新浦安方向、二俣新町方面）等。若乘坐JR线列车经过其他公司的线路（共用站点除外），如果中间没有出闸，即便车费按照途经千代田线或东西线计算时更低，仍会视作全程行经JR线计算车费。
此外在西船橋站，JR线和东京地下铁、东叶高速铁道的联络通道设有检票闸机，但乘车径路判别方法几乎不变，因此经西船桥站选择较便宜的径路乘车，无论是否经过闸机，均会按照经过西船桥站的情况计算车费。

## 线路色
乘客指示中，常磐缓行线一般用翠绿色表示（■），但由于与快速列车相同，可能会采用不同颜色。
JR的东京近郊线路图中，快速列车用绿色表示（■），各站停车用灰色（■）表示，包括直通的地下铁千代田线，这一色彩也用于快速线E231系列车显示的缓行线标记上，也在车站编号标记上使用。不过在缓行线列车（203系、207系900番台、209系1000番台）停车站指示上，各站停车会标为绿色，快速列车则变灰。
此外，也有快速线使用蓝色（■）而缓行线使用绿色，以及快速列车使用黄绿色（■）而各站停车使用绿色（■）的情况（E233系2000番台和小田急4000型的车内LCD线路图上）。
车辆涂装方面，常磐缓行线列车为金属色车身，配上翠绿色带（“青绿1号”■），不过与快速线E231系列车和其他E233系列车不同，缓行线列车幕板上没有涂装线路色。

## 女性专用车厢
2006年5月15日，常磐缓行线引入女性专用车厢，工作日7:10至9:30从绫濑站发出的列车，代代木上原端第一节车厢（1号车厢）为女性专用车厢，千代田线则从代代木上原站开始在前后两节车厢实施，9:30结束。这是JR东日本在埼京线和中央线快速后第三次引入女性专用车厢。此外，将1号车厢设为女性专用也与前一年小田急线的设置相符。不过在千代田线内的19站中，有13站的1号车厢位于出入口通道位置。

## 使用車輛
千代田线开通初期，营团地下铁投入采用电阻控制的5000系列车，此后在1971年4月20日与常磐线跨线运营后，投入采用再生制动和电枢斩波器控制的营团6000系电力动车组，以减少隧道内的散热量、降低耗能。然而国铁派出的是基于103系改动的103系1000番台列车，仍采用电阻控制，在千代田线站间距较长的地下区段内，单线隧道空气流动不足，列车电阻器经常出现散热不良问题，导致列车故障多发。此外，一般情况下互相跨线运行的线路，根据跨线运行距离计算车辆使用费，但会计检查院指出常磐缓行线两家公司的列车耗电量不同，故营团向国铁请求加算电费。1981年，营团将千代田线除北绫濑支线用车外的5000系列车调离，跨线车次全部使用6000系，在营团的请求下，国铁在1982年开始于常磐缓行线引入电枢斩波器控制的203系列车，并在1986年完成列车更换，从而解决了列车运用的问题。
原先，由于JR东日本的列车未搭载小田急的ATS（D-ATS-P）和无线电，JR的列车无法进入小田急范围内行驶，小田急的列车也无法运行到绫濑以远的常磐缓行线内，只有地下铁的列车能够跨三线行驶。2013年4月，JR和小田急进行车辆工程，从2016年3月26日开始三家公司的列车均可跨三线运营。
2016年3月26日调整时刻表后，JR的列车中，有两组在结束运营后分别放置在绫濑车辆基地和唐木田，相对应地，地下铁的一组列车会放置在松户车辆基地，小田急的一组列车会放置在松户车辆基地我孙子派出所。
以下所示列车均为10节编组，每节车厢单侧4车门。
現役車輛
- E233系2000番台
  - 配属松户车辆中心（日语：松戸車両センター），车体有翠绿色带（“青绿1号”■），2009年9月9日投入运营[23]。

其他公司直通車輛
- 東京地下鐵
  - 16000系（配属绫濑车辆基地（日语：綾瀬車両基地））
- 小田急電鐵
  - 4000型（配属海老名检车区（日语：小田急電鉄の車両検修施設#海老名検車区））

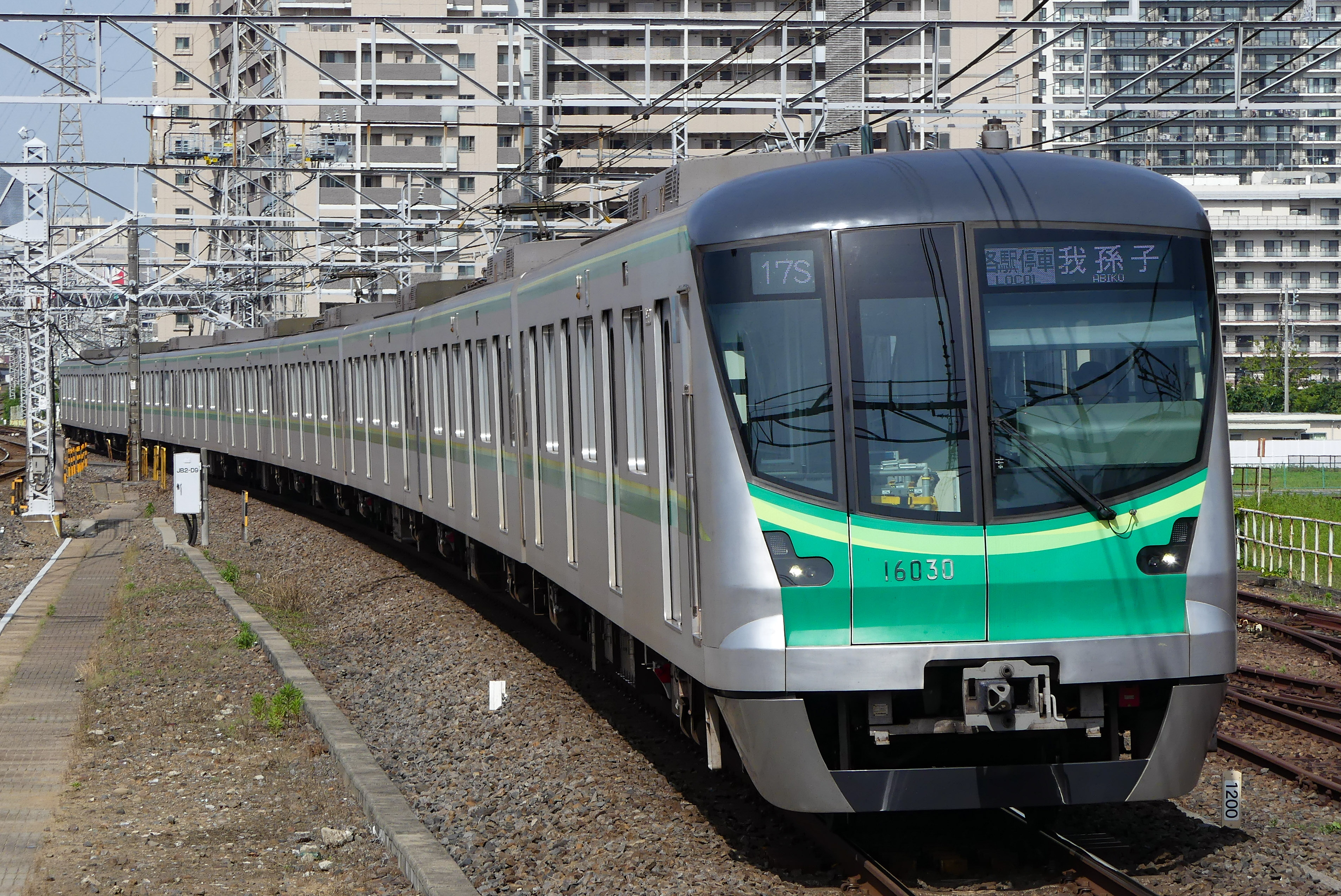
東京地下鐵16000系
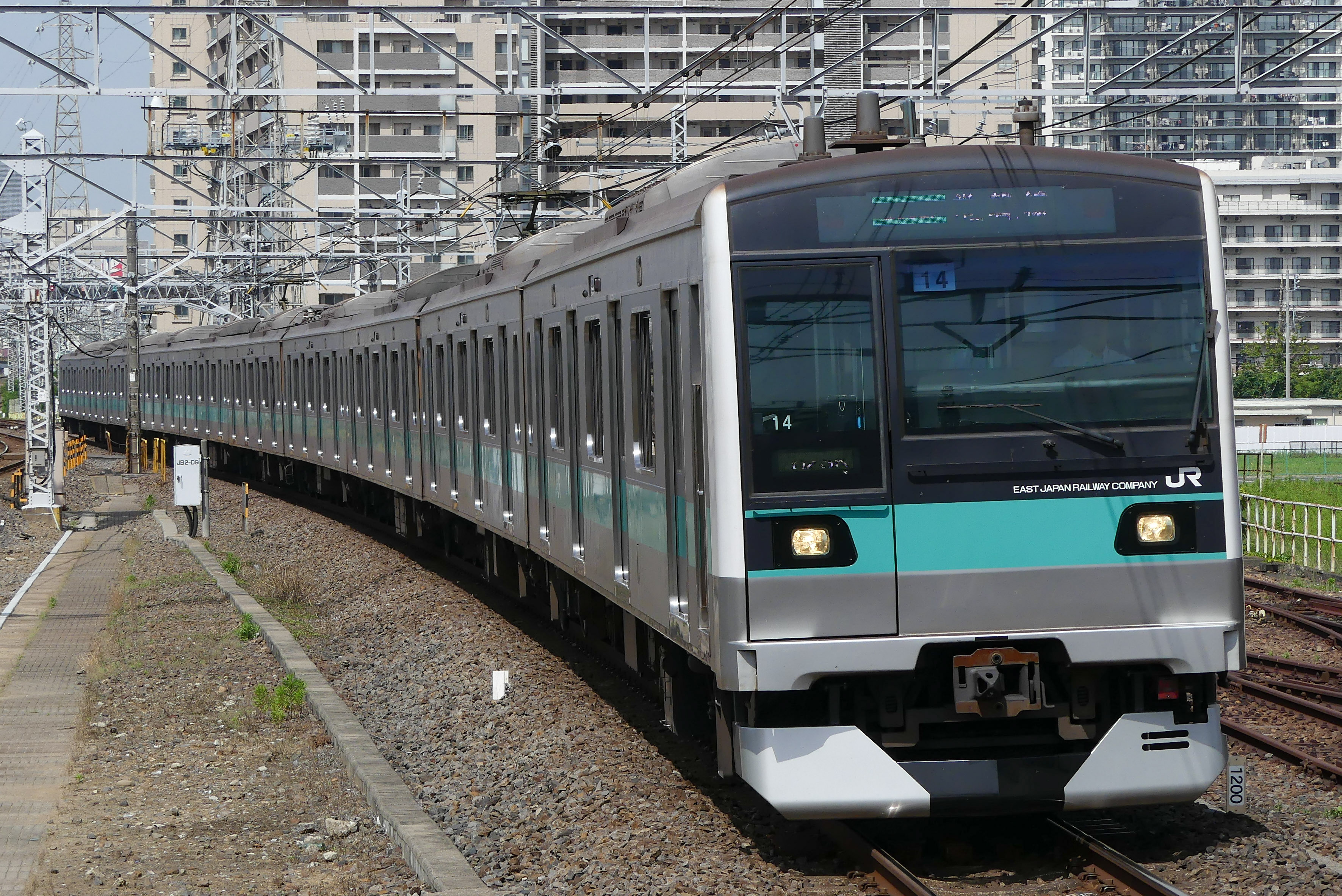
JR東日本E233系2000番台
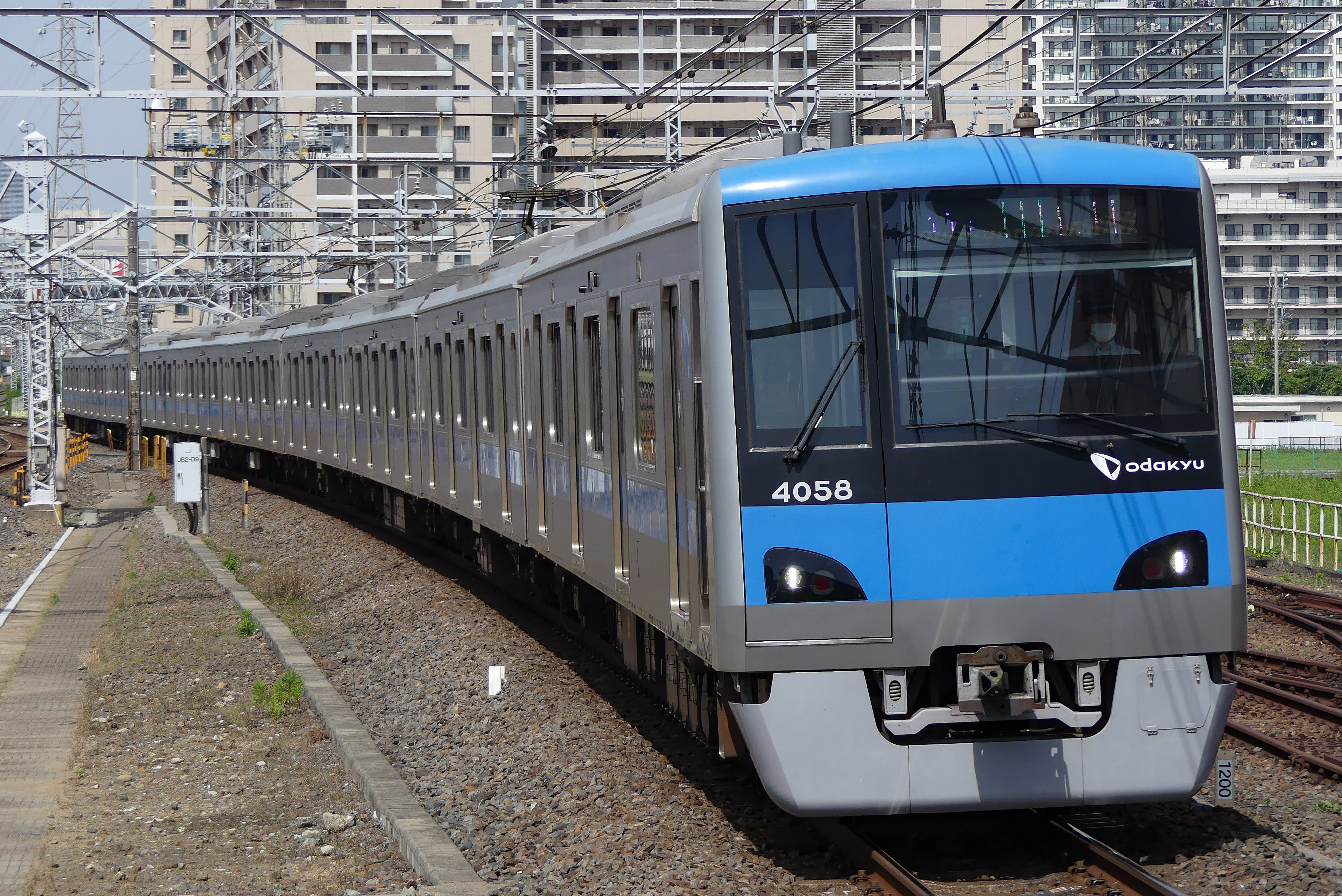
小田急4000型

曾使用的車輛
- 103系1000番台：四线化后开始运用，1986年4月20日退出常磐缓行线运营[24]。
- 203系（日语：国鉄203系電車）：於2011年9月26日全數退出服務
- 207系900番台：於2009年12月5日服務告別班次後正式退役
- 209系1000番台：不用于小田急线跨线列车。於2018年10月13日服務告別班次後退出常磐線服務，轉投入中央線快速。
- 5000系（日语：営団5000系電車）
- 07系：2008年9月11日至12月间运用，仍带有东西线涂装，主要在工作日早晚高峰行驶。
- 06系（日语：営団06系電車）：2015年1月28日退出运营
- 6000系：2018年10月5日退出运营，在运营末期不用于小田急线直通列车

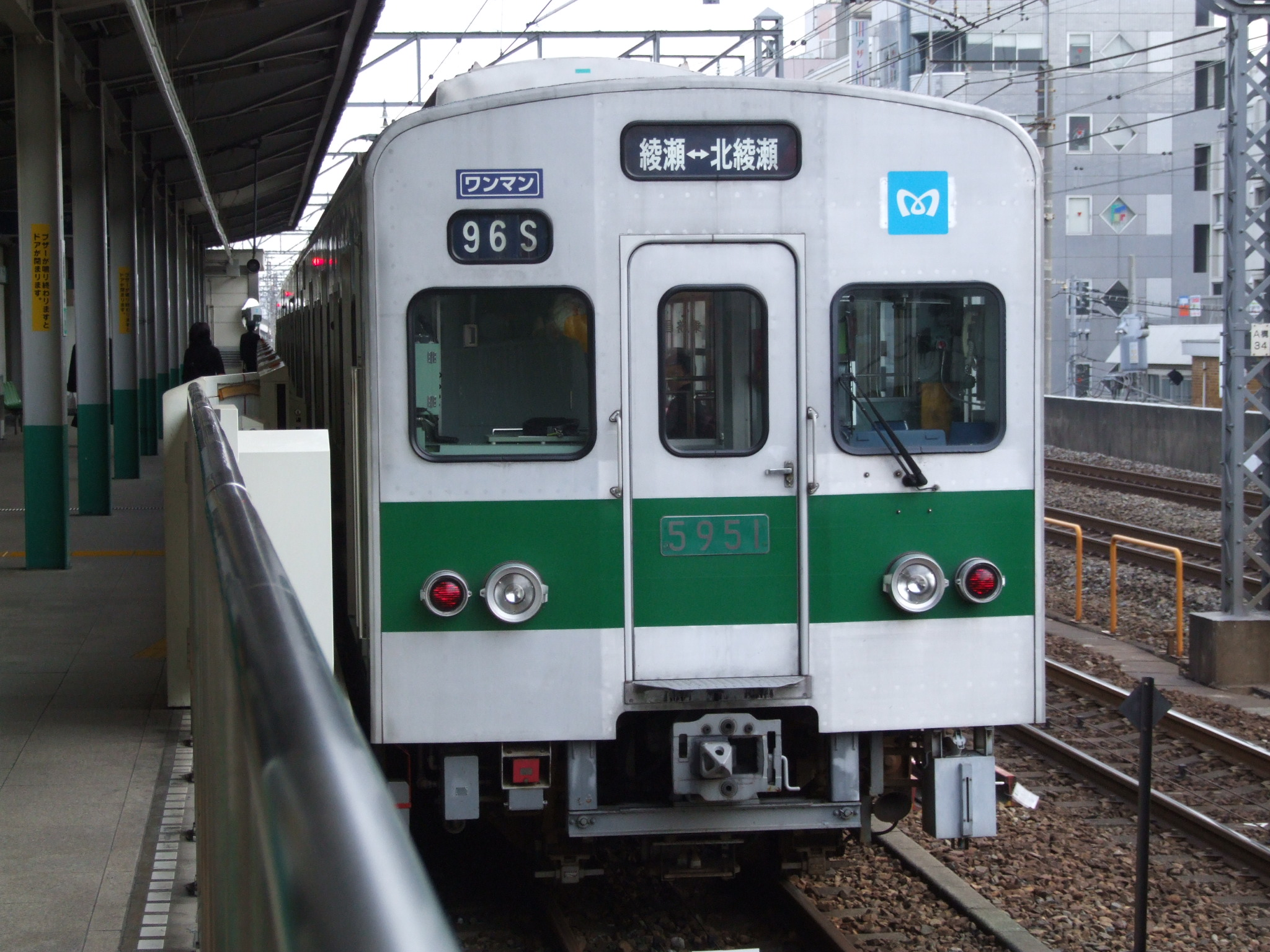
营团5000系（铝合金试制车）
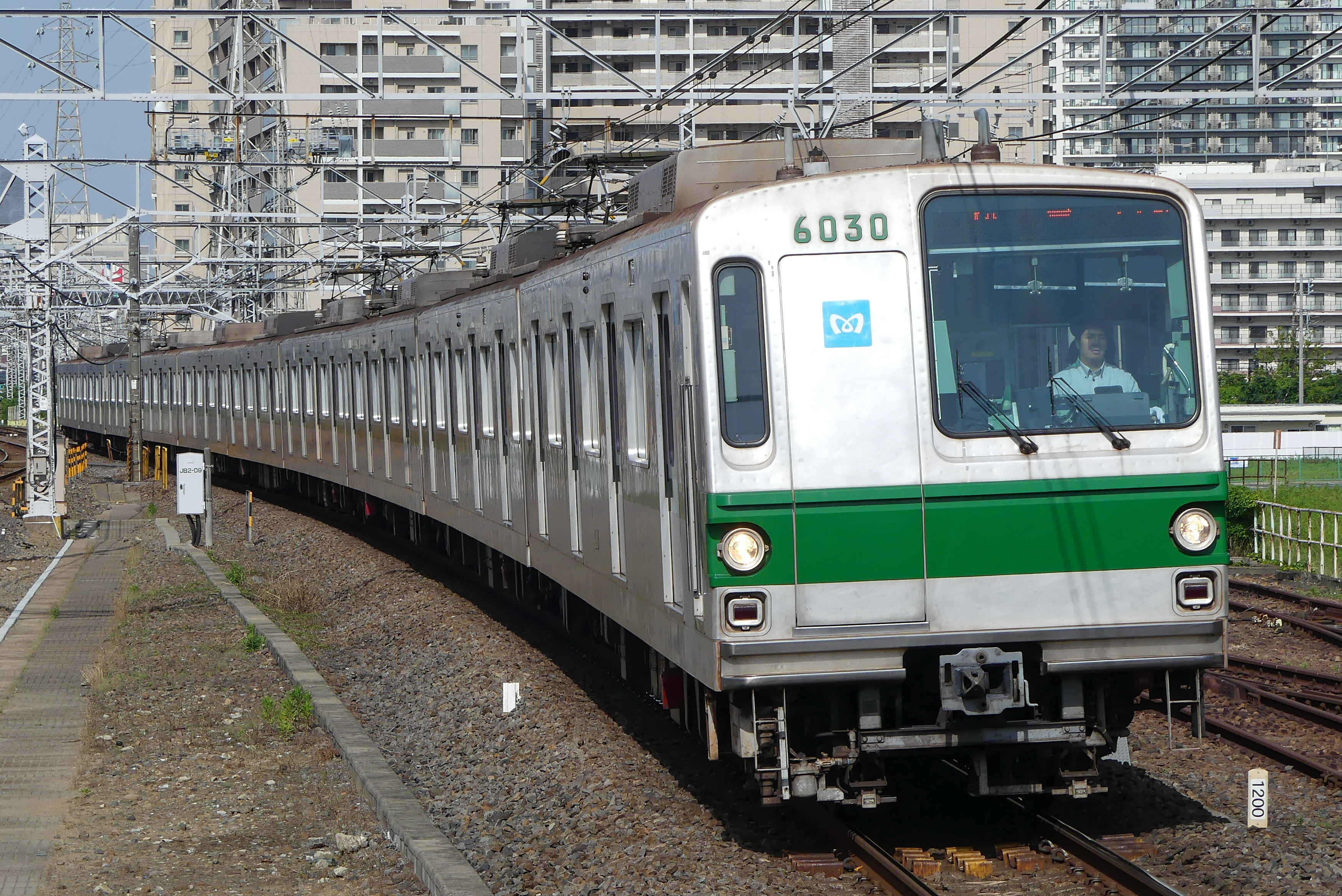
营团6000系
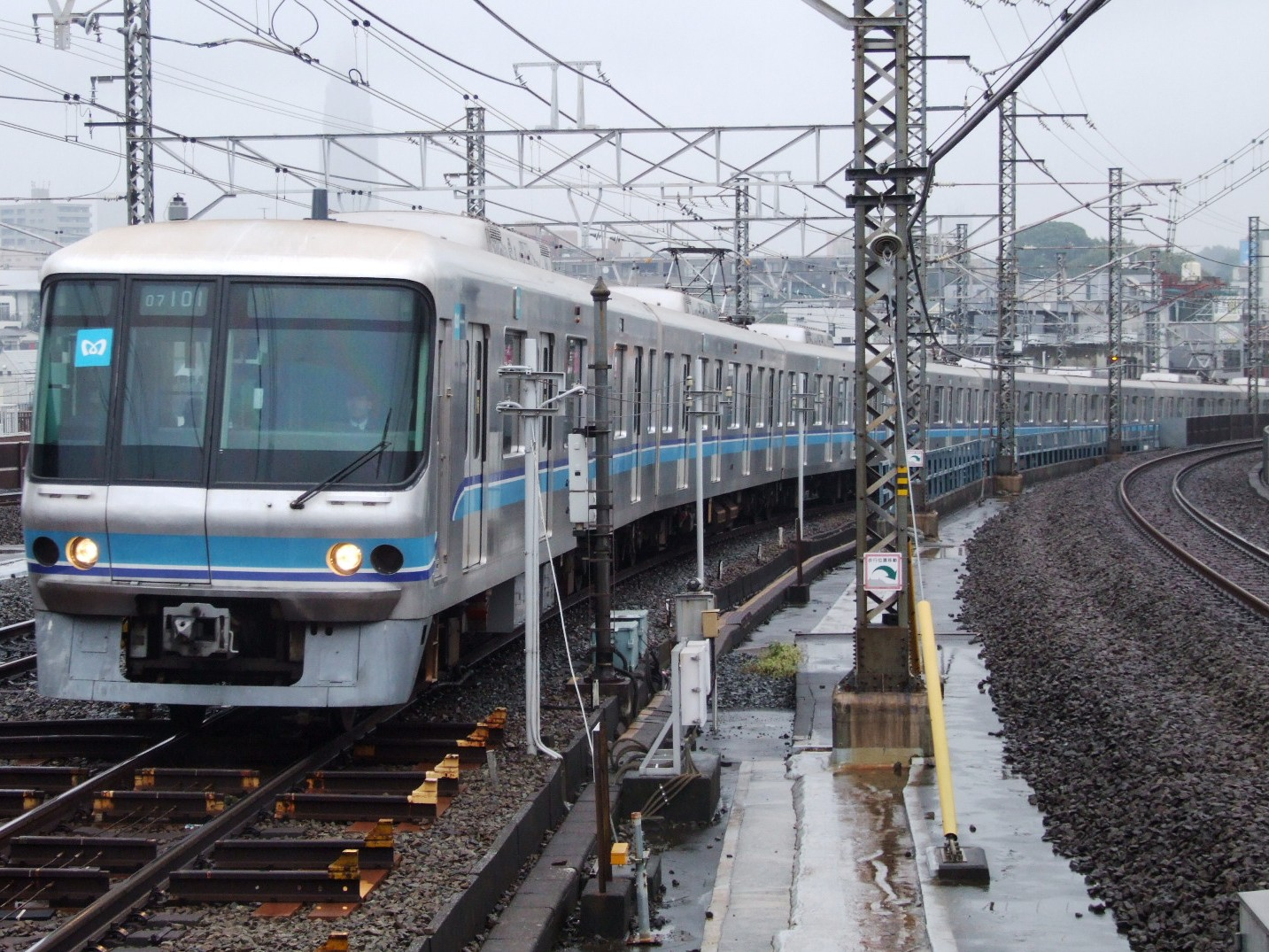
营团07系
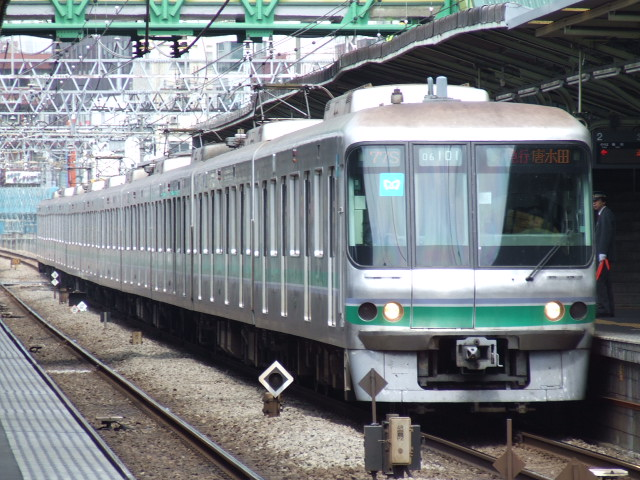
营团06系
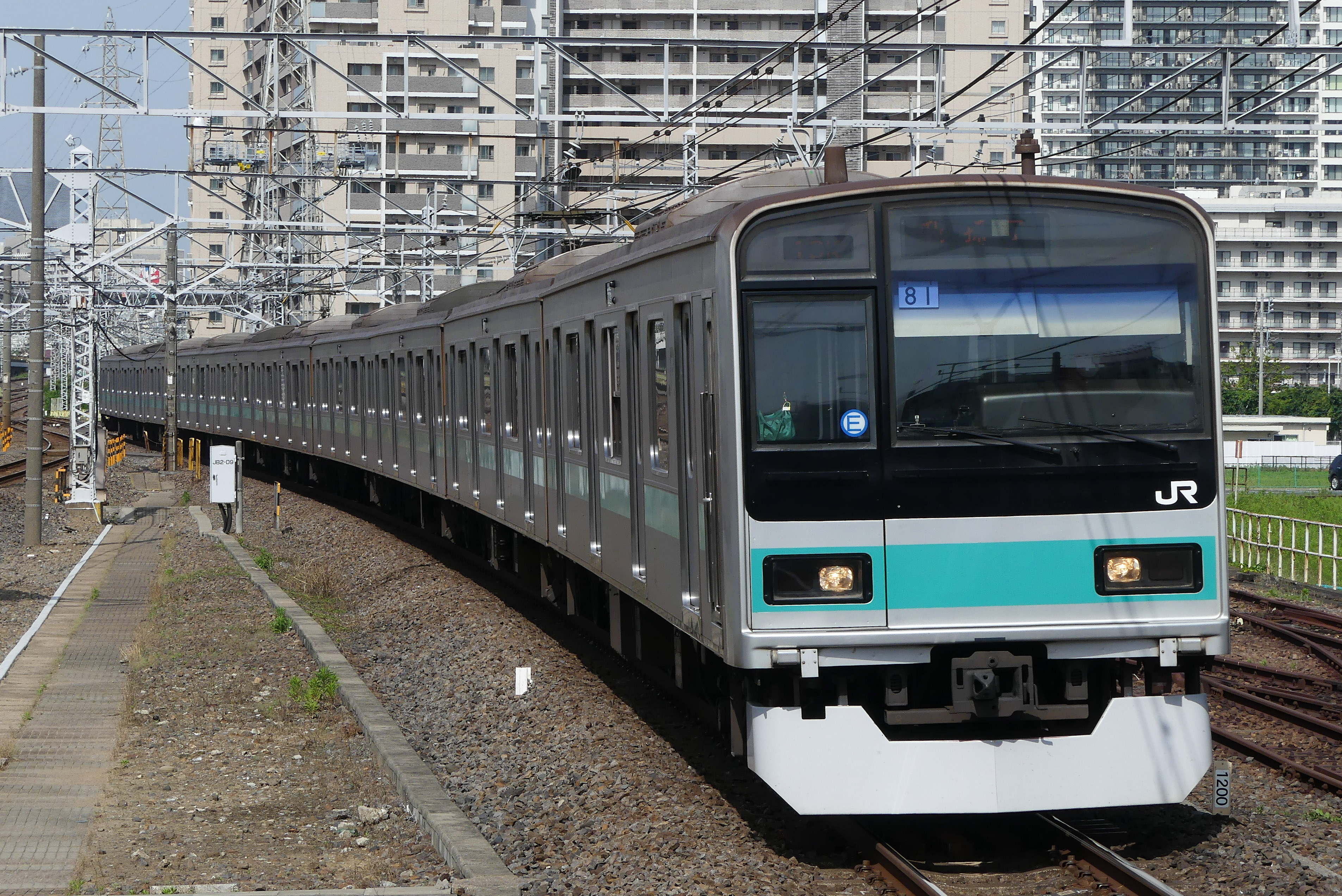
209系1000番台
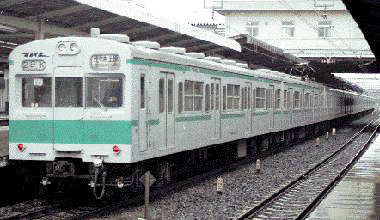
103系1000番台
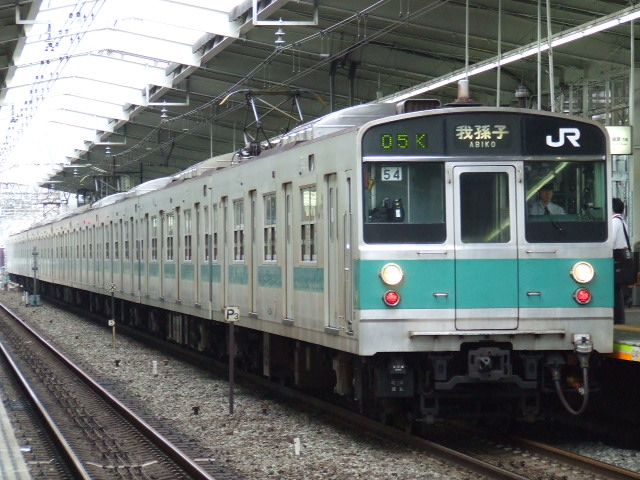
203系
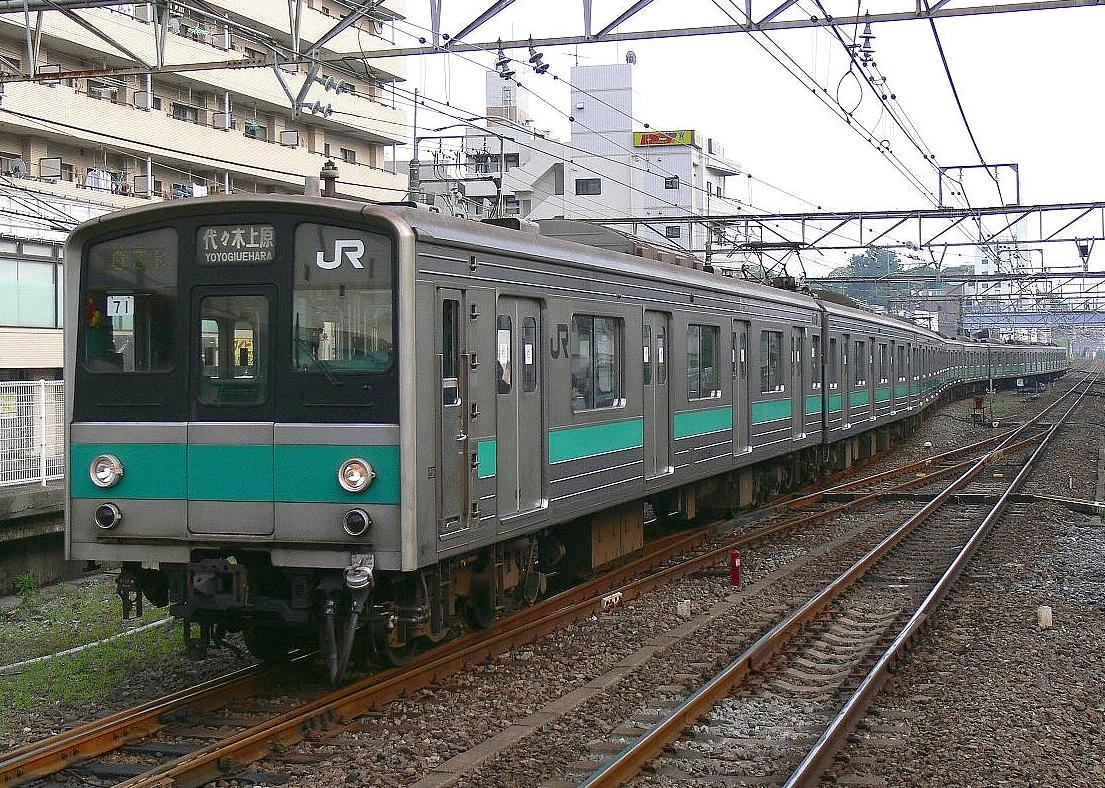
207系900番台

## 利用情况
2019年度，早高峰期间最拥挤区间为龟有→绫濑区间，最高混杂率达149%。
1970年代常磐线四线化后，线路客流量开始上升，1980年开始的近30年内，混杂率最高超过230%。1992年度高峰期客流量减少，2004年度混杂率回到200%以下。2005年度，与该线路并行的筑波快线开通后，常磐缓行线客流量进一步减少，2006年度开始，混杂率回到180%以下，2015年度回到160%以下，相比并行的筑波快线更低，但客运量仍然较高。
| 年度               | 最拥挤区间（龟有→绫濑间）客运量 | 最拥挤区间（龟有→绫濑间）客运量 | 最拥挤区间（龟有→绫濑间）客运量 | 最拥挤区间（龟有→绫濑间）客运量 | 备注                          |
| 年度               | 列车班次：班                    | 运力：人次                      | 客流量：人次                    | 混杂率：%                       | 备注                          |
| ------------------ | ------------------------------- | ------------------------------- | ------------------------------- | ------------------------------- | ----------------------------- |
| 1955年（昭和30年） | 10                              | 10,360                          | 28,520                          | 275                             | 最拥挤区间为三河岛→日暮里区间 |
| 1965年（昭和40年） | 15                              | 18,900                          | 53,650                          | 284                             |                               |
| 1970年（昭和45年） | 17                              | 23,800                          | 60,120                          | 253                             |                               |
| 1971年（昭和46年） | 18                              | 25,200                          | 40,185                          | 159                             | 最拥挤区间变为龟有→绫濑区间   |
| 1972年（昭和47年） | 18                              | 25,200                          | 49,300                          | 196                             |                               |
| 1973年（昭和48年） | 18                              | 25,200                          | 49,500                          | 196                             |                               |
| 1974年（昭和49年） | 18                              | 25,200                          | 50,300                          | 200                             |                               |
| 1975年（昭和50年） | 18                              | 25,200                          | 51,800                          | 206                             |                               |
| 1980年（昭和55年） | 18                              | 25,200                          | 60,340                          | 239                             |                               |
| 1982年（昭和57年） | 19                              | 26,600                          | 66,480                          | 250                             |                               |
| 1983年（昭和58年） | 19                              | 26,600                          | 68,470                          | 257                             |                               |
| 1984年（昭和59年） | 19                              | 26,600                          | 70,530                          | 265                             |                               |
| 1985年（昭和60年） | 20                              | 28,000                          | 72,650                          | 259                             |                               |
| 1986年（昭和61年） | 22                              | 30,800                          | 74,840                          | 243                             |                               |
| 1987年（昭和62年） | 22                              | 30,800                          | 73,200                          | 238                             |                               |
| 1988年（昭和63年） | 22                              | 30,800                          | 73,900                          | 240                             |                               |
| 1989年（平成元年） | 22                              | 30,800                          | 74,640                          | 242                             |                               |
| 1990年（平成2年）  | 22                              | 30,800                          | 75,760                          | 246                             |                               |
| 1991年（平成3年）  | 22                              | 30,800                          | 76,500                          | 248                             |                               |
| 1992年（平成4年）  | 22                              | 30,800                          | 76,700                          | 249                             |                               |
| 1993年（平成5年）  | 22                              | 30,800                          | 76,350                          | 248                             |                               |
| 1994年（平成6年）  | 22                              | 30,800                          | 76,000                          | 247                             |                               |
| 1995年（平成7年）  | 22                              | 30,800                          | 76,100                          | 247                             |                               |
| 1996年（平成8年）  | 22                              | 30,800                          | 74,990                          | 243                             |                               |
| 1997年（平成9年）  | 23                              | 32,200                          | 73,750                          | 229                             |                               |
| 1998年（平成10年） | 23                              | 32,200                          | 72,760                          | 226                             |                               |
| 1999年（平成11年） | 23                              | 32,200                          | 71,480                          | 222                             |                               |
| 2000年（平成12年） | 24                              | 33,600                          | 70,080                          | 209                             |                               |
| 2001年（平成13年） | 24                              | 33,600                          | 69,500                          | 207                             |                               |
| 2002年（平成14年） | 24                              | 33,600                          | 68,060                          | 203                             |                               |
| 2003年（平成15年） | 24                              | 33,600                          | 67,310                          | 200                             |                               |
| 2004年（平成16年） | 24                              | 33,600                          | 66,300                          | 197                             |                               |
| 2005年（平成17年） | 24                              | 33,600                          | 61,300                          | 182                             | 2005年8月24日，筑波快线开通   |
| 2006年（平成18年） | 24                              | 33,600                          | 60,000                          | 179                             |                               |
| 2007年（平成19年） | 24                              | 33,600                          | 58,980                          | 176                             |                               |
| 2008年（平成20年） | 24                              | 33,600                          | 57,970                          | 173                             |                               |
| 2009年（平成21年） | 24                              | 33,600                          | 57,290                          | 171                             |                               |
| 2010年（平成22年） | 24                              | 33,600                          | 56,620                          | 169                             |                               |
| 2011年（平成23年） | 24                              | 33,600                          | 56,040                          | 167                             |                               |
| 2012年（平成24年） | 24                              | 33,600                          | 55,430                          | 165                             |                               |
| 2013年（平成25年） | 24                              | 33,600                          | 55,140                          | 164                             |                               |
| 2014年（平成26年） | 24                              | 33,600                          | 53,710                          | 160                             |                               |
| 2015年（平成27年） | 24                              | 33,600                          | 52,070                          | 155                             |                               |
| 2016年（平成28年） | 24                              | 33,600                          | 52,450                          | 156                             |                               |
| 2017年（平成29年） | 24                              | 33,600                          | 51,660                          | 154                             |                               |
| 2018年（平成30年） | 24                              | 33,600                          | 51,150                          | 152                             |                               |
| 2019年（令和元年） | 24                              | 33,600                          | 50,060                          | 149                             |                               |
| 2020年（令和2年）  | 23                              | 32,200                          | 30,080                          | 93                              |                               |

## 車站列表
- ：按特定都區市內制度定義為「東京都區內」車站
- 日暮里－上野的營業距離為2.2公里，日暮里－東京的營業距離為5.8公里
- 停車站
  - 常磐緩行線的各站停車列車停靠所有車站
  - 常磐快速線列車停站列表參見「常磐快速線」的車站列表段
- 接續路線：站名若有不同以⇒顯示站名。

| 直通運行路段 | 直通運行路段 | 直通運行路段 | 直通運行路段 | 直通運行路段 | 直通運行路段 | 直通運行路段 | 途經 千代田線直通至以下的路線、車站： - 小田原線 伊勢原站 - 多摩線 唐木田站          | 途經 千代田線直通至以下的路線、車站： - 小田原線 伊勢原站 - 多摩線 唐木田站 | 途經 千代田線直通至以下的路線、車站： - 小田原線 伊勢原站 - 多摩線 唐木田站 | 途經 千代田線直通至以下的路線、車站： - 小田原線 伊勢原站 - 多摩線 唐木田站 | 途經 千代田線直通至以下的路線、車站： - 小田原線 伊勢原站 - 多摩線 唐木田站 |
| JL 19        | 綾瀨         |              |              | 2.5          | 0.0          | 7.7          | 東京地下鐵： 千代田線（C-19）                                                        | 東京都                                                                      | 足立區                                                                      |                                                                             |                                                                             |
| JL 20        | 龜有         |              |              | 2.2          | 2.2          | 9.9          |                                                                                      | 東京都                                                                      | 葛飾區                                                                      |                                                                             |                                                                             |
| JL 21        | 金町         |              |              | 1.9          | 4.1          | 11.8         | 京成電鐵： 金町線 ⇒京成金町（KS51）                                                  | 東京都                                                                      | 葛飾區                                                                      |                                                                             |                                                                             |
| JL 22        | 松戶         |              |              | 3.9          | 8.0          | 15.7         | 東日本旅客鐵道： 常磐線（快速）（JJ06） 京成電鐵： 松戶線（KS88）                    | 千葉縣                                                                      | 松戶市                                                                      |                                                                             |                                                                             |
| JL 23        | 北松戶       |              |              | 2.1          | 10.1         | 17.8         |                                                                                      | 千葉縣                                                                      | 松戶市                                                                      |                                                                             |                                                                             |
| JL 24        | 馬橋         |              |              | 1.3          | 11.4         | 19.1         | 流鐵：流山線                                                                         | 千葉縣                                                                      | 松戶市                                                                      |                                                                             |                                                                             |
| JL 25        | 新松戶       |              |              | 1.6          | 13.0         | 20.7         | 東日本旅客鐵道： 武藏野線（JM15） 流鐵：流山線 ⇒幸谷                                 | 千葉縣                                                                      | 松戶市                                                                      |                                                                             |                                                                             |
| JL 26        | 北小金       |              |              | 1.3          | 14.3         | 22.0         |                                                                                      | 千葉縣                                                                      | 松戶市                                                                      |                                                                             |                                                                             |
| JL 27        | 南柏         |              |              | 2.5          | 16.8         | 24.5         |                                                                                      | 千葉縣                                                                      | 柏市                                                                        |                                                                             |                                                                             |
| JL 28        | 柏           |              |              | 2.4          | 19.2         | 26.9         | 東日本旅客鐵道： 常磐線（快速）（JJ07） 東武鐵道： 野田線（東武都市公園線）（TD-24） | 千葉縣                                                                      | 柏市                                                                        |                                                                             |                                                                             |
| JL 29        | 北柏         |              |              | 2.3          | 21.5         | 29.2         |                                                                                      | 千葉縣                                                                      | 柏市                                                                        |                                                                             |                                                                             |
| JL 30        | 我孫子       |              |              | 2.1          | 23.6         | 31.3         | 東日本旅客鐵道： 常磐線（快速）（JJ08）、成田線                                      | 千葉縣                                                                      | 我孫子市                                                                    |                                                                             |                                                                             |
| JL 31        | 天王台       |              |              | 2.7          | 26.3         | 34.0         | 東日本旅客鐵道： 常磐線（快速）（JJ09）                                              | 千葉縣                                                                      | 我孫子市                                                                    |                                                                             |                                                                             |
| JL 32        | 取手         |              |              | 3.4          | 29.7         | 37.4         | 東日本旅客鐵道： 常磐線（快速）（JJ10）、常磐線（土浦方向） 關東鐵道：常總線         | 茨城縣                                                                      | 取手市                                                                      |                                                                             |                                                                             |

- 北小金站至南柏站間通過流山市，但市內未有設站。